# Arkadiusz Mularczyk
assinatura
Arkadiusz Mularczyk (Racibórz; 4 de Fevereiro de 1971 — ) é um político da Polónia. Ele foi eleito para a Sejm em 25 de Setembro de 2005 com 9566 votos em 14 no distrito de Nowy Sącz, candidato pelas listas do partido Prawo i Sprawiedliwość.